# Congresso Sul-Africano de Sindicatos
Congresso Sul-Africano de Sindicatos (COSATU ; sigla de Congress of South African Trade Unions) é a maior central sindical dos trabalhadores da África do Sul, uma das maiores organizações sindicais do continente africano.
Mantém uma história de apoio ao partido Congresso Nacional Africano (CNA), mesmo quando este estava banido pelo regime do apartheid. Inclusive, esteve entre as organizações fundadoras da supra-entidade política nacional Aliança do Congresso, de oposição ao apartheid.